# Territoire national de San Martín
1844–1886
Entités précédentes :
- Province de Bogota
- État souverain de Cundinamarca

Entités suivantes :
- Cundinamarca

Le territoire national de San Martín est une divisions administrative créée en 1844 en république de Nouvelle-Grenade, puis supprimée en 1856. Il fut recréé en 1861 comme une partie des États-Unis de Colombie jusqu'à sa disparition définitive en 1886.

## Géographie
Le territoire national de San Martín comprenait toute la partie orientale de la Colombie, entre les ríos Meta et Guaviare. Limité par les États souverains de Cauca et Boyacá ainsi que par les frontières avec le Venezuela, il recouvrait le territoire des actuels départements de Meta et Vichada.
Sa capitale est San Martín, situé dans l'actuel département de Meta.

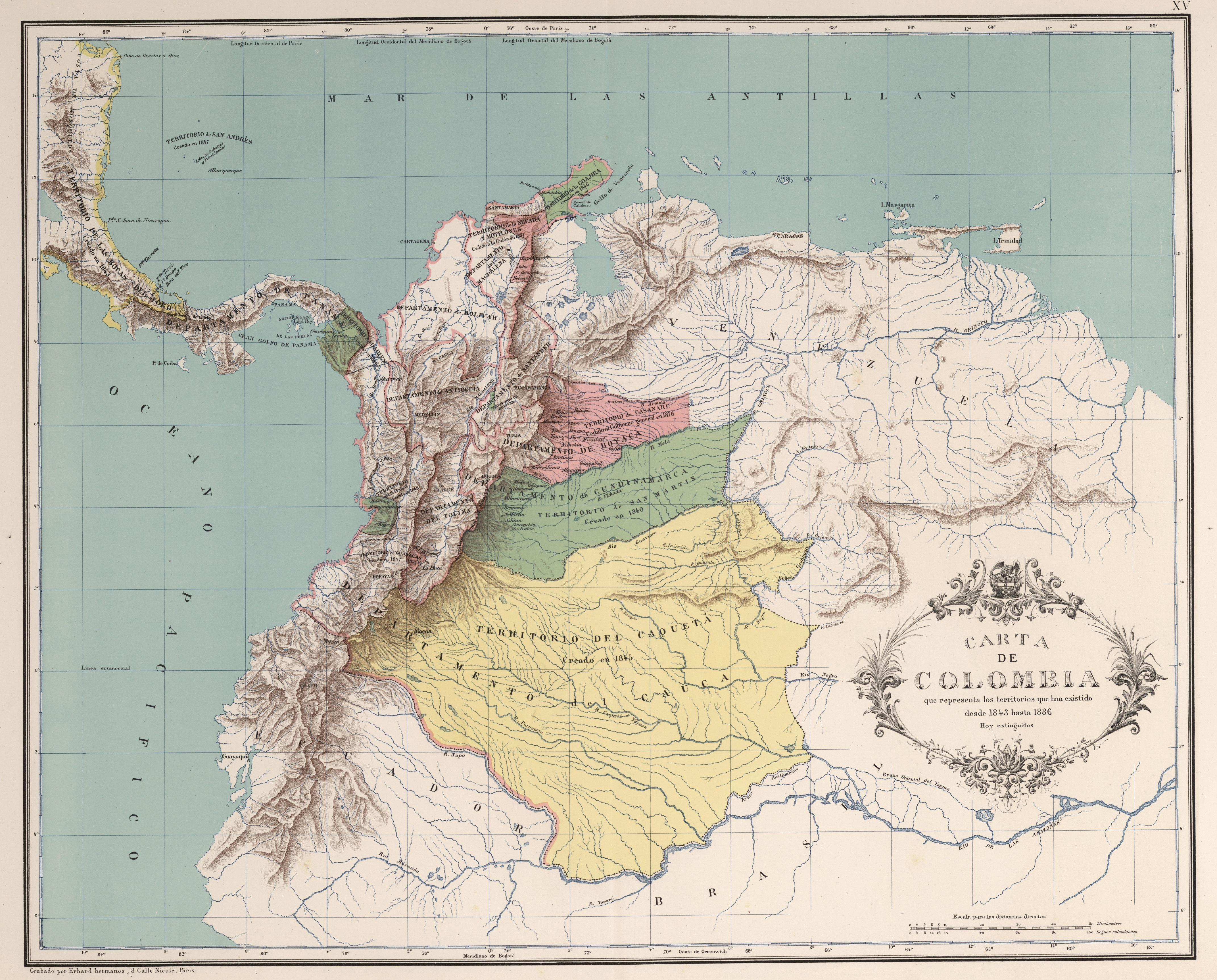
Carte représentant les territoires existants en Colombie entre 1843 et 1886.
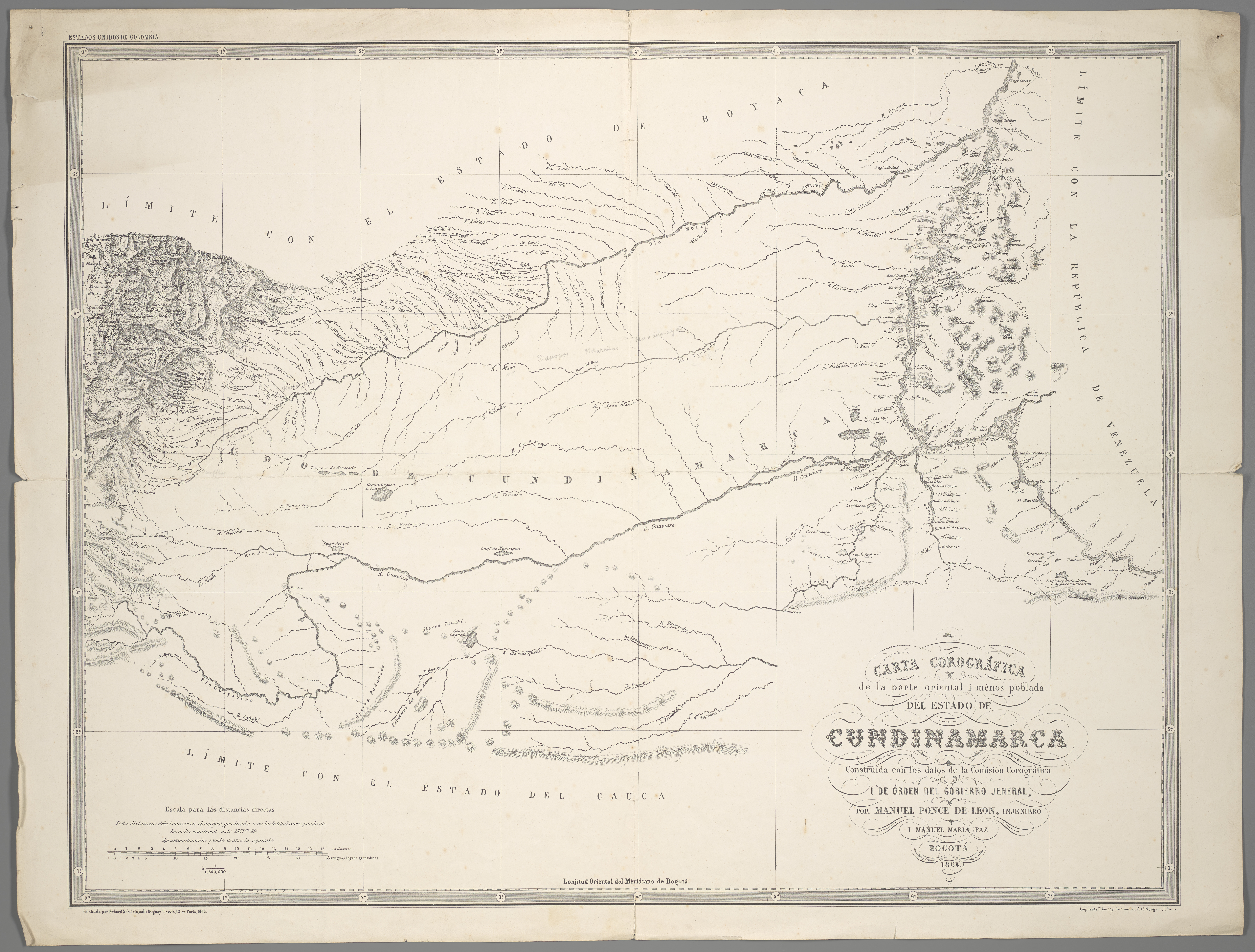
Le territoire San Martín.

## Politique

### États-Unis de Colombie
Bien qu'étant sous la juridiction de l'État souverain de Cundinamarca, l'administration du territoire national de San Martín était à la charge du gouvernement fédéral.

## Histoire
Durant son existence, le territoire change à de nombreuses reprises de statut politique et de juridiction :
- 1832: le territoire fait partie de la province de Bogota sous le nom de Territorio de San Martín.
- 1844: séparation de la province de Bogota.
- 1856: réintégration à la province de Bogota en tant que Cantón de San Martín.
- 1861: le territoire passe sous la juridiction de l'État souverain de Cundinamarca en tant que Territorio Nacional de San Martín.
- 1867: Cundinamarca cède au gouvernement fédéral l'administration du territoire.
- 1875: le territoire reçoit le nom de Provincia del Meta.
- 1886: intégration au département de Cundinamarca sous le nom de provincia de Oriente (es).
- 1906: création du Territorio Nacional del Meta.
- 1909: transformation en Intendencia Nacional del Meta.
- 1913: création de Vichada, séparée de l'Intendencia del Meta.
- 1959: création du département de Meta.